# Vožralej jak slíva
Vožralej jak slíva je koncertní album české undergroundové hudební skupiny The Plastic People of the Universe, nahrané při několika koncertech v letech 1973-1975. Album vyšlo až více než dvacet let po nahrání skladeb, v roce 1997.

## Seznam skladeb
- Autorem hudby je Mejla Hlavsa (Skladby 1-14 a 16-17, skladba č. 15 je uvádění koncertu, ve kterém není hudba)
- Autory textů jsou Egon Bondy (2, 3, 6, 8, 9, 11-14, 16, 17), Jiří Kolář (4), Milan Hlavsa (5), Kurt Vonnegut, Jr.; překlad Jaroslav Kořán (10)

1. NF 811
2. Jaro léto podzim zima
3. Komu je dnes dvacet
4. Růže a mrtví
5. My Guitar
6. Má milá je jako jabko (fragment)
7. Angel’s Hair
8. Vožralej jak slíva
9. Jó – to se ti to spí
10. Já a Mike
11. Traktory
12. Francovka
13. Prší, prší
14. Má milá je jako jabko
15. Magor uvádí koncert v Mokropsech
16. Včera v neděli
17. Mír

## Sestava
- Milan Hlavsa – baskytara (1, 2, 4-8, 10-14, 16, 17), zpěv (1-11, 13, 14, 16, 17), flétna (3)
- Josef Janíček – kytara (1, 2, 4-5, 8, 10-14, 16, 17), klavifon (6, 7, 9, 14), zpěv (1, 4, 10, 12, 13, 17), lesní roh (3)
- Jiří Kabeš – housle (1, 2, 4-8, 10, 12-14, 16, 17), theremin (7, 11, 13), flétna (3), hrací mlýnek (7), zpěv (9)
- Vratislav Brabenec – saxofon (1, 4-6, 8, 10-12, 14, 17), kazoo (2), suzafon (3), zpěv (11, 16)
- Jiří Šula – bicí (1-8, 10-14)
- Jaroslav Vožniak – bicí (16, 17)
- Ivan Martin Jirous – uvádění koncertu (15)

## Nahráno
- Album bylo nahráno na těchto koncertech:
- Klukovice, 7. říjen 1973 (1-3)
- Veleň, 1. prosinec 1973 (4-7)
- ateliér Jaroslava Kadlece, Praha-Žižkov, 2. červen 1974 (8-11)
- Postupice, 1. září 1974 (12-14)
- Mokropsy, 31. leden 1975 (15-16)
- Klukovice, 20. prosinec 1975 (17)